# Парламентські вибори у Великій Британії 1951
Парламентські вибори у  Великій Британії 1951 року — демократичні вибори, проведені 25 жовтня 1951 року на яких більшість місць у парламенті отримала  консерватори на чолі з Вінстоном Черчиллем.
Лейбористи під керівництвом  Клемента Еттлі отримали більше голосів виборців, ніж  консерватори (13 948 883 проти 12 660 061 голосів). Однак через існування у Великій Британії  мажоритарної виборчої системи і перемоги консерваторів в ряді невеликих округів лейбористи отримали на 7 мандатів менше. Новим прем'єр-міністром став Вінстон Черчілль.
В той же час, ліберали ще погіршили і так погані результати виборів 1950 року.

## Особливості виборів
Клемент Еттлі ухвалив рішення про призначення виборів до поїздки британського короля Георга VI в турне  Британської Співдружності в 1952 році. Він знав, маючу незначну більшість, що є небезпека зміни уряду в його відсутності. (Як з'ясувалося згодом, король дуже захворів і не міг подорожувати. Тому він делегував повноваження своїй доньці Принцесі Єлизаветі незадовго до своєї смерті в лютому 1952 року).
У виборах до парламенту від округу Дартфорд, де традиційно перемагали лейбористи, вдруге в своїй політичній кар'єрі взяла участь консерватор Маргарет Тетчер (тоді ще Робертс).

## Передвиборча боротьба
За півтора року, що минули від попередніх виборів 1950 року ситуація у Великій Британії дещо змінилася. Зокрема, 13 грудня 1950 року була припинена допомога за  планом Маршалла, який надавав істотну допомогу для повоєнного відновлення економіки Великої Британії і проведення реформ лейбористів. На початку 1951 року уряд активізував програму переозброєння в зв'язку з початком  війни в Кореї, але через брак коштів було урізано фінансування охорони здоров'я. Підсумком стала відставка відомих діячів Лейбористської партії 22 квітня 1951 року, в числі яких були міністр торгівлі і майбутній прем'єр-міністр Гарольд Вільсон, а також архітектора створення національної системи охорони здоров'я Еньюрін Бивен і Стаффорд Кріппс через старість.
Консерватори, в той же час, в порівнянні з виборами попереднього року, заявили більш молодих та перспективних депутатів та провели більш ефективну кампанію, яка була добре профінансована. Їх маніфест «Сильна і вільна Британія» англ. Britain Strong and Free підкреслив, що дотримання «нашого традиційного способу життя» є невід'ємною частиною консервативної мети. Вони обіцяли продовжувати державну політику добробуту британців та розвивати Національну служба охорони здоров'я, яка була створена лейбористським урядом.

## Результати виборів
Лейбористська партія на виборах 1951 року набрала майже на чверть мільйона голосів більше, ніж  Консерватори А разом із союзниками Національною Ліберальою партією Великої Британії, отримав максимальну історичну більшість голосів. Вони навіть отримали максимальну ибільшість голосів будь-якої політичної партії в будь-яких виборах в британській політичній історії, рекорд не перевершений до перемоги Консервативної партії на виборах 1992 року.
Незважаючи на це,  консерватори сформували новий уряд з більшістю 17 місць.
|  |                                |                  |            |      |       |         |
|  | Партія                         | Лідер            | Голоси     | %    | Місць | Δ місць |
|  | Консерватори                   | Вінстон Черчілль | 12 660 061 | 44,3 | 302   | ▲ 19    |
|  | Лейбористи                     | Клемент Еттлі    | 13 948 883 | 48,8 | 295   | ▼ 20    |
|  | Національні ліберали           |                  | 1 058 138  | 3,7  | 19    | ▲ 3     |
|  | Ліберали                       | Клемент Девіс    | 730 546    | 2,5  | 6     | ▼ 3     |
|  | Незалежні националісти         |                  | 92 787     | 0,3  | 2     | 0       |
|  | Ірландські лейбористи          |                  | 33 174     | 0,1  | 1     | ▲ 1     |
|  | Комуністи                      | Харрі Поллітт    | 21 640     | 0,1  | 0     | 0       |
|  | Партія Вельсу                  | Гвінвор Еванс    | 10 920     | 0,0  | 0     | 0       |
|  | Шотландська національна партія | Роберт Макінтайр | 7 299      | 0,0  | 0     | 0       |
|  | Незалежні консерватори         |                  | 5 904      | 0,0  | 0     | 0       |

Всього проголосували 28 596 594 виборців.
| 321                               | 295         | 6        | 3 |
| Консерватори/Національні ліберали | Лейбоористи | Ліберали | O |